# Lygodactylus mirabilis
Espèce
Synonymes
- Millotisaurus mirabilis Pasteur, 1962

Statut de conservation UICN

 CR B1ab(iii) : 
En danger critique
Lygodactylus mirabilis est une espèce de geckos de la famille des Gekkonidae.

## Répartition
Cette espèce est endémique de Madagascar.

## Publication originale
- Pasteur, 1962 : Notes préliminaires sur les lygodactyles (gekkonidés). III. Diagnose de Millotisaurus gen. nov., de Madagascar. Société des Sciences Naturelles et Physiques du Maroc, n. 3, p. 65—66.